# 殺してもいい命
『殺してもいい命』（ころしてもいいいのち）は、秦建日子による日本の推理小説。『刑事・雪平夏見シリーズ』の第3作。2009年10月19日に河出書房新社より単行本が刊行された。前作『アンフェアな月』の2年後から物語は始まる。

## あらすじ
多摩川の河川敷で男性の遺体が発見される。心臓の真上にはアイスピックが突き立てられ、口には細く丸め赤いリボンをかけた紙が突っ込まれていた。
紙には、“フクロウ”を名乗る人物からの「殺人ビジネス始めます」「20人殺したら引退」など連続殺人の宣戦布告とも取れる内容が書かれ、ご丁寧にも領収書まで一緒に入れてあった。「私こと佐藤和夫は、確かに、フクロウに殺されました」と……。殺されたのは、雪平夏見の離婚した元夫だった。
手がかりを残さない“フクロウ”に、捜査はほとんど進展せず、雪平は相棒の安藤、林堂・平岡と共に捜査本部に知られればクビも免れない、許されざる方法で“フクロウ”を見つけようとする。

## 登場人物

### 警視庁
雪平 夏見（ゆきひら なつみ）
捜査一課検挙率NO.1の“無駄に美人”な刑事。40歳。
安藤 一之（あんどう かずゆき）
捜査一課刑事。雪平の相棒。
林堂 航（りんどう わたる）
捜査一課強行班三係。2年前の幼女誘拐事件後に異動となった。
平岡 朋子（ひらおか ともこ）
捜査一課強行班三係。イブも正月も仕事を入れる。
山路 徹夫（やまじ てつお）
捜査一課長。
沢井（さわい）
捜査一課の刑事。
島田（しまだ）
捜査一課の刑事。
鯰江 規雄（なまずえ のりお）
玉川南署刑事。雪平とは同期で、彼女の結婚式にも出席した。実家は鍵屋。
相田 紅彦（あいだ べにひこ）
捜査二課警部補。ネット班のチーフ。40代半ば。緑と青のツートンカラーの派手な眼鏡をかけている。上司にも平気で突っかかる、雪平と似た部分がある。
浜名（はまな）
北品川署の警部補。
小森（こもり）
検死官。
阿部（あべ）
碑文谷署の巡査部長。

### 事件関係者・その他
小田 愛美（おだ まなみ）
永井をストーカーで訴える。伯父は刑事部長の羽田。デザイン事務所に勤めている。
永井 隆（ながい たかし）
カメラマン。愛美の働くデザイン事務所で仕事をして以後、付きまとうようになる。
迫田 勝（さこた まさる）
迫田探偵事務所の所長。依頼されるのは8割方浮気調査。
羽沼 弘毅（はぬま ひろき）
30歳前後。表向きは小さな金融会社の社長。
佐藤 和夫（さとう かずお）
雪平の元夫。別の女性と再婚して間もなく、“フクロウ”に殺される。
岩根 貴洋（いわね たかひろ）
中堅家電メーカーの人事担当役員。リストラの実務を担当している。“フクロウ”に殺される。
川手 桃子（かわで ももこ）
猫の愛護ボランティア活動に勤しむグループのリーダー的存在。40歳、主婦。
玉田 元（たまだ はじめ）
平岡の元彼氏。金融マン。平岡が刑事だと知って別れたいと言った。
佐藤 由布子（さとう ゆうこ）
和夫の再婚相手。30歳。1年半ほどの交際を経て結婚した。雪平に美央と3人で暮らさないかと提案する。
赤木 友江（あかぎ ともえ）
4年前に雪平が射殺した少年の母親。修善寺温泉で住み込みの仲居として働いている。

## 書誌情報
- 単行本：2009年10月19日発売[1]、河出書房新社、ISBN 978-4-309-01943-7
- 文庫本：2011年7月6日発売[2]、河出文庫、ISBN 978-4-309-41095-1

## 舞台
2019年6月21日から30日までサンシャイン劇場において上演された。脚本・演出は菅野臣太朗、音楽は野田浩平。
「アンフェアな月」から続く、「刑事 雪平夏見シリーズ」の舞台化の第2弾として公演。
- 雪平夏見 - 篠田麻里子[3][4]
- 安藤一之 - 松田凌[3][4]
- 山路徹夫 - 水谷あつし[4]
- 佐藤和夫 - 中村優一[4]
- 平岡朋子 - 加村真美[5]
- 松岡智輔 - 田中稔彦[4]
- 神雅臣 - 瀬戸啓太[4]
- 永井隆 - 野崎弁当（MeseMoa.） / 槙尾ユウスケ（かもめんたる） ※Wキャスト[6][7]
- 安西一馬 - 齋藤健心[8]
- 影山隆太 - 馬庭良介[9]
- 迫田勝 - 小島よしお[3][4]
- 羽沼弘毅 - 内田裕也[10]
- 鯰江規雄 - 中村公隆[11]
- 神無月誠 - 山谷勝巳[12]
- 牧村燈 - 川名浩介[13]
- 小田愛美 - 御崎かれん[14]
- 相田紅彦 - 川口直人[15]
- 川手桃子 - 瀬川ももえ[16]
- 佐藤美央 - 末松杏梨（子役）[17]
- 佐藤由布子 - 西原亜希[4]
- 羽田智夫 - 山田明郷[18]
- 林堂航 - 山口馬木也[3][4]